# 讷伊圣弗龙
讷伊圣弗龙（法語：Neuilly-Saint-Front，法語發音：[nøji sɛ̃ fʁɔ̃]）是法国上法蘭西大區埃纳省的一个市镇，位于该省南部偏西，属于蒂耶里堡区。

## 地理
讷伊圣弗龙（49°10'6"N, 3°15'50"E）面积17.89 平方千米，位于法国上法蘭西大區埃纳省，该省份为法国北部内陆省份，北起北部省，西接索姆省和瓦兹省，东临阿登省和马恩省，西南至塞纳-马恩省，东北部与比利时接壤。
与讷伊圣弗龙接壤的市镇（或旧市镇、城区）包括：舒伊、拉蒂利、马科尼、马里济圣马尔、莫讷、普里耶、罗泽圣阿尔班、索默朗、维谢勒楠特伊。

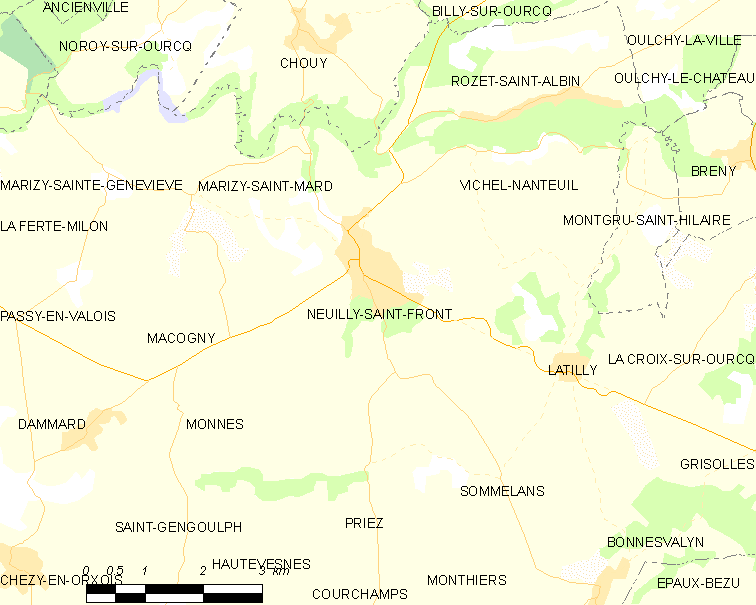
讷伊圣弗龙的OSM定位图

讷伊圣弗龙的时区为UTC+01:00、UTC+02:00（夏令时）。

## 行政
讷伊圣弗龙的邮政编码为02470，INSEE市镇编码为02543。

## 政治
讷伊圣弗龙所属的省级选区为维莱科特雷县。

## 人口

1962-2008年间讷伊圣弗龙人口变化图示

讷伊圣弗龙于2022年1月1日时的人口数量为1980人。